# 2007–2008-as magyar női kosárlabda-bajnokság
A 2007–2008-as magyar női kosárlabda-bajnokság a hetvenegyedik magyar női kosárlabda-bajnokság volt. Az A csoportban tizenhárom csapat indult el, a csapatok két kört játszottak. Az alapszakasz után az 1-8. helyezettek play-off rendszerben játszottak a bajnoki címért, a 9-11. helyezettek újabb két kört játszottak a végső helyezésekért, a 12-13. helyezettek pedig play-off rendszerben játszottak a kiesés elkerüléséért.

## Alapszakasz
| #   | Csapat                      | M  | Gy | V  | K+   | K-   | P  |
| --- | --------------------------- | -- | -- | -- | ---- | ---- | -- |
| 1.  | MiZo Pécs 2010              | 24 | 23 | 1  | 2145 | 1212 | 47 |
| 2.  | MKB-Euroleasing Sopron      | 24 | 23 | 1  | 2203 | 1360 | 47 |
| 3.  | Szeviép-Szeged KE           | 24 | 18 | 6  | 1931 | 1497 | 42 |
| 4.  | Zala Volán-Zalaegerszegi TE | 24 | 16 | 8  | 1727 | 1541 | 40 |
| 5.  | BSE                         | 24 | 16 | 8  | 1899 | 1599 | 40 |
| 6.  | Szolnoki NKK                | 24 | 15 | 9  | 1663 | 1528 | 39 |
| 7.  | SEAT-Foton Győr             | 24 | 14 | 10 | 1713 | 1696 | 38 |
| 8.  | Atomerőmű-KSC Szekszárd     | 24 | 10 | 14 | 1681 | 1758 | 34 |
| 9.  | Vasas SC-Csata DSE          | 24 | 8  | 16 | 1392 | 1661 | 32 |
| 10. | Ceglédi EKK                 | 24 | 5  | 19 | 1504 | 1975 | 29 |
| 11. | BEAC-Újbuda                 | 24 | 4  | 20 | 1317 | 1823 | 28 |
| 12. | Kanizsai Vadmacskák         | 24 | 3  | 21 | 1376 | 1959 | 27 |
| 13. | Savaria BC Szombathely      | 24 | 1  | 23 | 1290 | 2232 | 25 |

* M: Mérkőzés Gy: Győzelem V: Vereség K+: Dobott kosár K-: Kapott kosár P: Pont

## Rájátszás

### 1–8. helyért
Negyeddöntő: MiZo Pécs 2010–Atomerőmű-KSC Szekszárd 108–65, 108–58 és MKB-Euroleasing Sopron–SEAT-Foton Győr 87–49, 90–38 és Szeviép-Szeged KE–Szolnoki NKK 71–57, 58–57 és Zala Volán-Zalaegerszegi TE–BSE 75–81, 77–79
Elődöntő: MiZo Pécs 2010–BSE 76–37, 75–42 és MKB-Euroleasing Sopron–Szeviép-Szeged KE 90–52, 65–61
Döntő: MiZo Pécs 2010–MKB-Euroleasing Sopron 63–64, 58–76, 69–42, 70–83
3. helyért: Szeviép-Szeged KE–BSE 65–46, 99–57
5–8. helyért: Zala Volán-Zalaegerszegi TE–Atomerőmű-KSC Szekszárd 86–77, 63–57 és Szolnoki NKK–SEAT-Foton Győr 60–48, 78–65
5. helyért: Zala Volán-Zalaegerszegi TE–Szolnoki NKK 64–80, 50–60
7. helyért: SEAT-Foton Győr–Atomerőmű-KSC Szekszárd 78–75, 76–66

### 9–11. helyért
| #   | Csapat             | M  | Gy | V  | K+   | K-   | P  |
| --- | ------------------ | -- | -- | -- | ---- | ---- | -- |
| 9.  | Vasas SC-Csata DSE | 28 | 12 | 16 | 1690 | 1871 | 40 |
| 10. | Ceglédi EKK        | 28 | 6  | 22 | 1740 | 2266 | 34 |
| 11. | BEAC-Újbuda        | 28 | 5  | 23 | 1530 | 2069 | 33 |

### 12–13. helyért
12. helyért: Savaria BC Szombathely–Kanizsai Vadmacskák 80–71, 75–71